# خصيف
خَصِيْف (الاسم العلمي: Pythium)، جنس طفيليات من الطلائعيات البيضية. صُنّفت سابقًا فطرياتٍ. معظم الأنواع من الطفيليات النباتية، ولكن Pythium insidiosum هو أحد العوامل المسببة للأمراض الهامة للحيوانات، التي تسبب داء المتلفة الخيلي.